# DN12B
DN12B este un drum național secundar din România, de doar 18 km, aflat în județul Bacău și care leagă orașele Târgu Ocna și Slănic Moldova.